# Venezuela az 1988. évi nyári olimpiai játékokon
Venezuela a dél-koreai Szöulban megrendezett 1988. évi nyári olimpiai játékok egyik részt vevő nemzete volt. Az országot az olimpián 7 sportágban 17 sportoló képviselte, akik érmet nem szereztek.

## Asztalitenisz
Férfi
| Versenyző       | Versenyszám | Csoportkör | Csoportkör | Nyolcaddöntő      | Negyeddöntő       | Elődöntő          | Döntő             | Helyezés |
| Versenyző       | Versenyszám | Ellenfél Eredmény | Hely.      | Ellenfél Eredmény | Ellenfél Eredmény | Ellenfél Eredmény | Ellenfél Eredmény | Helyezés |
| --------------- | ----------- | --- | ---------- | ----------------- | ----------------- | ----------------- | ----------------- | -------- |
| Francisco López | Egyes       | D csoport · Andrzej Grubba (POL) · 0:3 · Atanda Musa (NGR) · 0:3 · Zoran Primorac (YUG) · 0:3 · Gary Haberl (AUS) · 0:3 · Jörg Roßkopf (FRG) · 0:3 · Sujay Ghorpade (IND) · 2:3 · Mijazaki Josihito (JPN) · 0:3 | 8.         | kiesett           | kiesett           | kiesett           | kiesett           | 57.      |

Női
| Versenyző        | Versenyszám | Csoportkör | Csoportkör | Nyolcaddöntő      | Negyeddöntő       | Elődöntő          | Döntő             | Helyezés |
| Versenyző        | Versenyszám | Ellenfél Eredmény | Hely.      | Ellenfél Eredmény | Ellenfél Eredmény | Ellenfél Eredmény | Ellenfél Eredmény | Helyezés |
| ---------------- | ----------- | --- | ---------- | ----------------- | ----------------- | ----------------- | ----------------- | -------- |
| Elizabeth Popper | Egyes       | B csoport · Renata Kasalová (TCH) · 0:3 · Lin Li-zsu (Lin Li-Ju) (TPE) · 0:3 · Höü Szou-hung (Hui So Hung) (HKG) · 0:3 · Jaklein Al-Duqom (JOR) · 3:0 · Jang Jongdzsa ([Yang Yeong-Ja) (KOR) · 0:3 | 5.         | kiesett           | kiesett           | kiesett           | kiesett           | 33.      |

## Cselgáncs
| Versenyző        | Versenyszám | Csoport | Selejtező         | 32-es főtábla                         | Nyolcaddöntő                                        | Negyeddöntő       | Elődöntő          | Vigaszág nyolcaddöntő | Vigaszág negyeddöntő | Vigaszág elődöntő | Bronz- mérkőzés   | Döntő             | Helyezés |
| Versenyző        | Versenyszám | Csoport | Ellenfél Eredmény | Ellenfél Eredmény                     | Ellenfél Eredmény                                   | Ellenfél Eredmény | Ellenfél Eredmény | Ellenfél Eredmény     | Ellenfél Eredmény    | Ellenfél Eredmény | Ellenfél Eredmény | Ellenfél Eredmény | Helyezés |
| ---------------- | ----------- | ------- | ----------------- | ------------------------------------- | --------------------------------------------------- | ----------------- | ----------------- | --------------------- | -------------------- | ----------------- | ----------------- | ----------------- | -------- |
| Kilmar Campos    | Váltósúly   | B       | erőnyerő          | Jukka-Pekka Metsola (FIN) · 0000–1100 | kiesett                                             | kiesett           | kiesett           |                       |                      |                   |                   |                   | 20.      |
| Charles Griffith | Középsúly   | B       | erőnyerő          | Akilong Diabone (SEN) · 0100–0000     | Liu Csün-lin (Liu Junlin) (CHN) · 0000–0000 (bírói) | kiesett           | kiesett           |                       |                      |                   |                   |                   | 13.      |

## Kerékpározás

### Országúti kerékpározás
Férfi
| Versenyző       | Versenyszám   | Idő             | Helyezés      |
| --------------- | ------------- | --------------- | ------------- |
| Leonardo Sierra | Mezőnyverseny | 4:32:56 (+0:34) | 83.           |
| Enrique Campos  | Mezőnyverseny | nem ért célba   | nem ért célba |
| Ali Parra       | Mezőnyverseny | nem ért célba   | nem ért célba |

### Pálya-kerékpározás
Pontverseny
| Név           | Versenyszám | Selejtező | Selejtező  | Selejtező | Döntő | Döntő      | Döntő    |
| Név           | Versenyszám | Pont      | Körhátrány | Hely.     | Pont  | Körhátrány | Helyezés |
| ------------- | ----------- | --------- | ---------- | --------- | ----- | ---------- | -------- |
| Alexis Méndez | Férfi       | 21        | 0          | 3.        | 8     | -2         | 13.      |

## Lovaglás
Díjugratás
| Versenyző       | Ló           | Versenyszám | Selejtező | Selejtező | Selejtező | Selejtező | Döntő   | Döntő   | Döntő   | Döntő   | Döntő    |
| Versenyző       | Ló           | Versenyszám | 1. kör    | 2. kör    | Össz.     | Össz.     | 1. kör  | 1. kör  | 2. kör  | Össz.   | Össz.    |
| Versenyző       | Ló           | Versenyszám | Pont      | Pont      | Pont      | Hely.     | Pont    | Hely.   | Pont    | Pont    | Helyezés |
| --------------- | ------------ | ----------- | --------- | --------- | --------- | --------- | ------- | ------- | ------- | ------- | -------- |
| Alberto Carmona | The Dubliner | Egyéni      | 11,00     | 18,00     | 29,00     | 59.       | kiesett | kiesett | kiesett | kiesett | kiesett  |

## Ökölvívás
| Versenyző         | Versenyszám | Selejtező                    | 32-es főtábla                  | Nyolcaddöntő               | Negyeddöntő       | Elődöntő          | Döntő             | Helyezés |
| Versenyző         | Versenyszám | Ellenfél Eredmény            | Ellenfél Eredmény              | Ellenfél Eredmény          | Ellenfél Eredmény | Ellenfél Eredmény | Ellenfél Eredmény | Helyezés |
| ----------------- | ----------- | ---------------------------- | ------------------------------ | -------------------------- | ----------------- | ----------------- | ----------------- | -------- |
| Marcelino Bolívar | Papírsúly   | erőnyerő                     | Jesús Beltre (DOM) · 1:4       | kiesett                    | kiesett           | kiesett           | kiesett           | 17.      |
| David Griman      | Légsúly     | Szerafim Todorov (BUL) · 1:4 | kiesett                        | kiesett                    | kiesett           | kiesett           | kiesett           | 33.      |
| Abraham Torres    | Harmatsúly  | erőnyerő                     | Teekaram Rajcoomar (MRI) · 5:0 | Phajol Moolsan (THA) · 2:3 | kiesett           | kiesett           | kiesett           | 9.       |
| Omar Catari       | Pehelysúly  | erőnyerő                     | Moussa Kagambega (BUR) · KO    | Abdel Hak Achik (MAR) · KO | kiesett           | kiesett           | kiesett           | 9.       |
| José Pérez        | Könnyűsúly  | erőnyerő                     | Nergüin Enkhbat (MGL) · 0:5    | kiesett                    | kiesett           | kiesett           | kiesett           | 17.      |
| José García       | Váltósúly   | erőnyerő                     | Jan Dydak (POL) · 1:4          | kiesett                    | kiesett           | kiesett           | kiesett           | 17.      |

RSC – a mérkőzésvezető megállította a mérkőzést

## Súlyemelés
| Versenyző        | Versenyszám | Szakítás | Szakítás | Lökés    | Lökés    | Összesen | Helyezés |
| Versenyző        | Versenyszám | Eredmény | Helyezés | Eredmény | Helyezés | Összesen | Helyezés |
| ---------------- | ----------- | -------- | -------- | -------- | -------- | -------- | -------- |
| Humberto Fuentes | 52 kg       | 100,0    | 10.      | 127,5    | 10.      | 227,5    | 10.      |

## Szinkronúszás
| Versenyző          | Versenyszám | Selejtező           | Selejtező           | Selejtező       | Selejtező  | Selejtező  | Döntő           | Döntő      | Döntő      |
| Versenyző          | Versenyszám | Technikai gyakorlat | Technikai gyakorlat | Zenés gyakorlat | Összesítés | Összesítés | Zenés gyakorlat | Összesítés | Összesítés |
| Versenyző          | Versenyszám | Pont                | Hely.               | Pont            | Pont       | Hely.      | Pont            | Pont       | Helyezés   |
| ------------------ | ----------- | ------------------- | ------------------- | --------------- | ---------- | ---------- | --------------- | ---------- | ---------- |
| María Elena Giusti | Egyéni      | 83,733              | 26.                 | 85,60           | 169,333    | 13.        | kiesett         | kiesett    | kiesett    |